# 信天翁号鱼雷艇
信天翁号（德語：Albatros）是德国国家海军暨战争海军于1920年代中期建造的六艘猛禽级（亦称1923级）鱼雷艇的4号艇。它自1925年10月5日开始在威廉港国家海军造船厂铺设龙骨，1926年7月15日下水，至1927年5月15日交付使用，主要担任鱼雷艇部队的领舰。该艇曾在1930年代末的西班牙内战期间多次执行不干预巡逻任务，期间当西班牙共和国空军飞机于1937年的空袭导致德国水兵遇难后，它还参与了对阿尔梅里亚的报复性炮击。二战爆发之初，信天翁号先是协助布设雷区并进行破交巡逻，然后参加了1940年4月德国入侵挪威的“威悉演习行动”。当该艇遇到并击毁一艘挪威巡逻艇时，打响了战役的第一枪。它在接下来的霍滕港湾海战中受损，最终搁浅损毁。

## 设计及装备
猛禽级鱼雷艇的水线长和全长分别为85.7米和87.7米，有8.25米的舷宽以及平均3.65米吃水深度；设计排水量为924吨，满载时则可达1,290吨。信天翁号由两台希肖齿轮传动蒸汽轮机提供动力，各负责驱动一副直径为2.5米的三叶螺旋桨。过热蒸汽则由三台燃油水管锅炉供应，这使得它在23,000匹軸馬力（17,000千瓦特）额定功率下的设计航速为33節（61每小時）。该艇最多可贮存321吨燃料油，理论上能够以17節（31每小時）的速度的巡航3,600海里（6,700）。但实践证明，同等速度下的有效航程仅为1,800海里（3,300）。艇只的标准船员编制为4名军官和116名水兵。
竣工时，猛禽级艇装备有三门105毫米45倍径艇用高射炮作为主炮，一门位于艇艏前部，两门位于艇艉后部；其中艇艉的两门以背负式布局安装在开放式炮架上，另一门则受到炮挡保护。它们还在两座水面三联装挂架上安装有六具旋转式500毫米鱼雷发射管，并可携带多达30枚水雷。1931年后，这些鱼雷发射管被533毫米管取代，并增加了一对20毫米30式高射炮。至少有部分同级艇配备有深水炸弹，但缺乏细节。

## 建造及服役
信天翁号是与其姊妹艇海雕号和狮鹫号一同自1925年10月5日起在威廉港的国家海军造船厂铺设龙骨，建造序列为105。这是继1871年的信天翁号炮舰和1907年的信天翁号布雷巡洋舰之后，第三艘以大型海鸟“信天翁”命名的德国军舰。它于1926年7月15日下水，至1927年5月15日交付使用。完成调试后，信天翁号成为第4鱼雷艇半区舰队（4. Torpedoboots-Halbflottille）的领舰，该部队受后来的海军元帅、当时的海军少校卡尔·邓尼茨指挥，阵中成员还包括同级的隼号、狮鹫号和海鸥号。
1929年春，信天翁号从威廉港出发参加前往西班牙水域的舰队巡航，却在出港处与海鸥号相撞。经过必要的维修，两艇于四天后重新跟随部队航行。1931年，第4鱼雷艇半区舰队与轻巡洋舰柯尼斯堡号出席了拉脱维亚海军在利鲍举行的成立10周年庆祝活动。次年7月，时任侦察部队总司令的海军少将康拉德·阿尔布雷希特搭乘柯尼斯堡号，又率信天翁号及其姊妹艇出访斯德哥尔摩，代表德国出席瑞典亲王古斯塔夫·阿道夫与德国公主西比拉的婚礼庆典。信天翁号于1932年12月7日停运，由狮鹫号顶替担任第4半区舰队的领舰。
1933年10月5日，信天翁号在后来的骑士铁十字勋章获得者、海军上尉维尔纳·哈特曼的指挥下重新投运，并取代在一战前建造的老旧鱼雷艇T-151号，加入驻斯维讷明德的第2鱼雷艇半区舰队。1934年，该艇跟随半区舰队于7月13日至17日访问当时仍属于芬兰的维堡，是这年唯一出访的外国港口。同年10月1日，第2半区舰队改制为第2鱼雷艇区舰队，由信天翁号担任领舰，阵中成员则还包括姊妹艇海雕号以及猛兽级的猞猁号和豹号。

### 西班牙内战
从1936年7月至1937年10月，信天翁号在西班牙内战期间曾四度被派往当地海域执行所谓的“不干预巡逻”任务，目的是防止人员和物资落入参战方手中。第一次是1936年7月28日至8月27日，第2区舰队的四艘鱼雷艇护送轻巡洋舰科隆号、装甲舰德国号和舍尔将军号一起前往西班牙北部海岸，分别停靠交战双方的港口，将德国和其他难民被疏散到法国。这些军舰不仅接收难民，还为德国政府租用来撤离德国人的许多商船提供保护。信天翁号的第二次部署是同年9月28日至11月29日跟随第2区舰队在当地海域实施观察，惟其姊妹艇海雕号于11月离开加的斯时搁浅，不得不由信天翁号护送回国接受维修。
1937年5月和6月，该艇在第三次部署中前往西班牙东岸附近、即不干预委员会指定的区域外游弋，并使用巴利阿里群岛作为补给区。5月24日，西班牙共和军的飞机袭击了帕尔马的市镇和港口，迫使德国号转往伊维萨岛，但信天翁号的艇长仍选择留在港口。至当天稍晚的后续袭击中，数枚炸弹落在该艇附近，它才驶向伊维萨岛与装甲舰会合。五天后，德国号再次遇袭，造成数十名水兵罹难。作为报复，德国元首阿道夫·希特勒命令舍尔将军号炮击由共和军控制的城市阿尔梅里亚。5月31日，该舰在第2区舰队的四艘鱼雷艇的伴随下，袭击了共和军的岸基炮台、海军建筑和港口内的船只，造成19人死亡。信天翁号于6月24日被海鸥号接替，继而从费罗尔出发护送轻巡洋舰科隆号和莱比锡号返回德国。
信天翁号的最后一次西班牙部署是在1937年7月30日至10月7日。当第2区舰队于1937年秋末解散时，该艇曾一度充当为第3和第5驱逐支舰队的训练艇，直至1938年2月16日停运。它于同年7月1日重新启用，被编入第6鱼雷艇区舰队服役。四个月后，信天翁号又换编至第5鱼雷艇区舰队，与其姊妹艇狮鹫号、海鸥号、神鹫号和隼号共同作战。至1939年战争爆发时，该部队便是由五艘猛禽级鱼雷艇组成，并以狮鹫号为领舰，而同级的海雕号则隶属于第6区舰队。

### 第二次世界大战

4月8日至9日夜间的奥斯陆峡湾作战地图，显示了德国人在不同时间的进展及移动

二战初期，信天翁号参与了1939年9月3日前往北海执行的首个行动，在荷兰海岸附近布设雷区，旨在阻止英国皇家海军进入德意志湾。10月3日至5日，它又连同三艘驱逐舰以及姊妹艇狮鹫号和隼号，前往卡特加特海峡和斯卡格拉克海峡开展破交巡逻任务，期间共缴获四艘商船。
在1940年4月“威悉演习行动”的挪威战役中，该艇被编入海军少将奧斯卡·庫梅茲（旗舰为重巡洋舰布吕歇尔号）麾下的第五集群，任务是攻占奥斯陆。信天翁号搭载了约100名来自第163步兵师的士兵，是布吕歇尔号穿越卡特加特海峡进入奥斯陆峡湾的护航舰艇之一。4月8日，在经过丹麦斯卡恩时，英国潜艇特里同号发射鱼雷袭击了该集群的巡洋舰，但未能命中。信天翁发现了鱼雷的轨迹，并对潜艇实施深水炸弹攻击，但同样无功而返。当天深夜，集群在浓雾中遇到了挪威巡逻艇极点三号。在鸣枪示警后，极点三号意识到信天翁号不会掉头离开且将违反挪威的中立原则，于是便发射了照明弹以告知挪威岸基炮台，并撞向信天翁号的侧面。从信天翁号艇上可以清楚地看到，极点三号上的火炮是有人操纵的，挪威人打算战斗。尽管库梅茨明确下令只有在遭到攻击时才能开火，但时任鱼雷艇艇长的西格弗里德·施特雷洛上尉依然率先开火，用至少两枚105毫米炮的炮弹击中极点三号，并用机枪实施扫射，从而打响了战役的第一枪。挪威船员试图乘坐仅存的一艘完好小艇弃船，但小艇倾覆，他们被带上了信天翁号。后者船员则点燃了巡逻艇，然后弃船而去，独自驶向大雾弥漫的奥斯陆峡湾。该艇继而能够从其姊妹艇神鹫号上获得定位，并跟随它前往位于霍滕的卡尔约翰斯弗恩海军基地。途中，信天翁号被轻武装的挪威扫雷舰奥特拉号发现，该舰于4月9日04:03用无线电报告后离开。
负责占领卡尔约翰汉斯弗恩的德国部队原定于4月9日黎明行动，但由于挪威人已经收到警报告，作为部队指挥官的神鹫号艇长遂决定直接袭击该港口。大约140名士兵被转移到小型机动扫雷舰R-17号和R-21号艇上，前者于04:35高速通过港湾入口时处于领先位置，信天翁号紧随其后，而神鹫号则正在将其艇上的部队转移到另一艘船。十分钟后，挪威布雷舰奥拉夫·特里格瓦松号与R-17号交战并使其起火，但它在此之前便已卸下了部队。布雷舰仅向R-21号开了几枪，然后就驶向港湾的一座岛屿后方。大约这个时候，信天翁号正接近港湾入口并与奥拉夫·特里格瓦松号交火，但没有造成伤害。施特雷洛只有一门火炮可以对付布雷舰，于是也退至一座外围岛屿后方，开始盲目地炮击港湾。布雷舰偶尔被弹片击中，但它在06:30发射的一枚炮弹命中了鱼雷艇，造成2人死亡，另有2名水兵负伤。信天翁号不久后撤退，登陆上岸的德军则于07:35威逼挪威人投降。
当天上午晚些时候，信天翁号和神鹫号奉命在索恩卸下部队，然后在R-21号的增援下，负责保卫泰厄的潜艇基地。4月10日早晨，信天翁号和神鹫号遭到博勒尔讷岛上的岸基炮台攻击，被迫掉头离开。不久后，信天翁号在护送商船库里蒂巴号（SS Curityba）的同时，也在劳伊岛让人员上岸；施特雷洛决定沿该岛的东侧驶去，以避开博勒尔讷岛上炮台的进一步注意。但他不知道的是，几周前海冰便已经将吉伦浅滩的标志卷走，信天翁号以20節（37每小時）的速度撞过去。撞击撕破了至少一个燃料舱，并击穿涡轮机和锅炉舱。艇身向左舷严重倾斜，艇艉朝天。它很快便失去所有的电力，并引发了几场大火和数次小规模爆炸；信天翁号被宣布为全损。其船员被哨艇V-707“阿图尔·东克尔”号救起，后来在挪威投降后被分配至奥拉夫·特里格瓦松号。这艘布雷舰最初被重命名为信天翁二号，进而更名为丽蝇号。

## 引用
1. 1 2  Sieche，第237頁.
2. 1 2 3  Whitley 1991，第202頁.
3. 1 2  Whitley 2000，第57頁.
4. 1 2  Gröner，第191頁.
5. ↑  Whitley 1991，第45頁.
6. ↑  Haarr 2009，第377頁.
7. ↑  Gröner，第192頁.
8. 1 2 3 4 5 6  Hildebrand, Röhr & Steinmetz，第86頁.
9. ↑  Whitley 1991，第79頁.
10. ↑  Haarr 2013，第32–33頁.
11. ↑  Rohwer，第2, 6頁.
12. ↑  Whitley 1991，第84頁.
13. ↑  Haarr 2009，第83–84, 119–123, 129頁.
14. ↑  O'Hara，第28頁.
15. ↑  Haarr 2009，第147–151頁.
16. ↑  Haarr 2009，第153, 155, 163, 380頁.
17. ↑  Friedman，第458頁.